# 明治会堂
明治會堂（めいじかいどう）は、福澤諭吉と慶應義塾（現・慶應義塾大学）の政治結社グループにより建築された政談演説公会堂。
明治17年（1884年）に「厚生館（こうせいかん）」へと名称が変わり、「木挽町厚生館」として知られた。中央区銀座三丁目十四番に、中央区教育委員会による「明治会堂跡」の案内板（平成24年3月）がたてられている。

## 歴史

### 建設経緯
慶應義塾は明治8年（1875年）に既に三田演説館を設けて「三田演説会」を頻繁に開催し、大井憲太郎や植木枝盛といった民権派の壮士が数多くここから輩出されていたが、慶應義塾外においても演説会場の必要性を感じた福澤諭吉は、明治13年（1880年）6月に「明治会堂建築相談会」を発足させて門下生の馬場辰猪、森下岩楠、肥田昭作、朝吹英二、渡辺恒吉らに会堂建築計画を相談。
創立者同志の金子堅太郎が、懇意にしていた前東京府知事・由利公正の洋式邸宅が空家になっていたのでこれを福澤に知らせ、この由利の邸宅と所有地を買い取って9月に着工。設計者は藤本寿吉。明治14年（1881年）1月に完成。年号よりその名を取り「明治会堂」と定めた。当時、東京府下で一番の演説会専用の会場として開館直後から連日客席は満員となる。

### 演説会
福澤諭吉は「愚論」「暴説」を論じた弁士に対して、人々に無学視されざるよう求めたがパフォーマンスは過激さを増していった。明治政府はこのような演説会に対して大いに警戒し、明治13年（1880年）4月に集会条例を発布して予防線を張っていた。しかし、政府の圧政を痛烈に批判する弁士と警官隊の衝突が次第に聴衆にとっての名物となり、巡査が壇上に乗り込んで壮士と衝突する事象までもが、演説会を成り立たせた。
明治15年（1882年）10月13日に行われた東洋議政会（改進党右派）の演説会では牛場卓蔵・春木義彰が会主を務め、小栗貞雄、益田克徳、末広鉄腸、箕浦勝人、大岡育造、肥塚龍が演説した。また自由党の関係者も多く出入りし、大石正巳、奥宮健之、雨森真澄もよく出入りした。同年の4月16日には、この明治会堂で「立憲改進党趣意書」および約章が承認され、改進党の結党式が行われた。

### 売却
福澤諭吉は明治16年（1883年）初頭には会堂の処分の方向を探り、岩倉具視の仲介で農商務省に売却。1883年1月11日、初めて西洋風舞踏会が開催された。明治17年（1884年）に「厚生館」と名称を変え、農商務省所轄の公的な会館となった。以来、旅館や、大日本農会の集会所、大日本救世館創立会、幻灯会など多種多様に利用された。
また、明治13年（1880年）からこの会堂の別館にて、津田純一、相馬永胤、金子堅太郎、田尻稲次郎、駒井重格、目賀田種太郎らが慶應義塾夜間法律科の講義を行っていたが、同年9月に専修学校 (旧制)（現・専修大学）が発足するにあたり、明治会堂別館を急ぎ改修して専修学校本校舎完成まで会堂を間借りすることとなった。
その後もこの会堂でキリスト教信徒がルーテル400年祭を開催するなどして使用したが、1923年（大正12年）の関東大震災で焼失した。